# راينر ماريا ريلكه

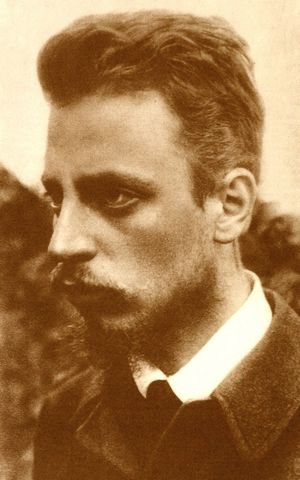
راينر ماريا رايلكه

رينيه كارل فيلهلم يوهان يوزيف ماريا رايلكه  الشهير بـ  راينر ماريا رايلكه  (4 ديسمبر 1875 - 29 ديسمبر 1926)، شاعر نمساوي - بوهيمي/ رومانسي / حداثي، ويعد واحدًا من أكثر شعراء الألمانية تميزًا. ركّز في شعره على صعوبة التواصل في عصر الكفر والعزلة والقلق العميق، وهي المواضيع التي وضعته كشخصية انتقالية بين الشعر التقليدي وشعر الحداثة.
أشهر أعماله بين قراء الإنجليزية هي «مرثيات دوينو» (بالإنجليزية: Duino Elegies)؛ أما أشهر أعماله النثرية فهما «رسائل إلى شاعر شاب» (بالإنجليزية: Letters to a Young Poet) والسيرة شبه الذاتية «مفكرات مالتي لوريدس بريجي» (بالإنجليزية: The Notebooks of Malte Laurids Brigge). كما كتب أكثر من 400 قصيدة بالفرنسية، في حب موطنه الذي اختاره في كانتون فاليز في سويسرا.
يسمُّونه الشاعر الذي قتلتْه وردة!؛ ففي أحد صباحات تشرين الأول من العام 1926، خرج ريلكه إلى حديقة مقرِّه السويسري لكي يقطف، كعادته، بعض ورودها. لم يكترث عندما جَرَحَتْ يدَه إحدى الأشواك، ولم يَخَفْ حين ظهرت لديه في المرحلة نفسها بوادر اللوكيميا. استسلم بعد أقل من شهرين ووافته المنية.

## وصلات خارجية
- راينر ماريا ريلكه على موقع أرشيف الشارخ.
- راينر ماريا ريلكه على موقع IMDb (الإنجليزية)
- راينر ماريا ريلكه على موقع الموسوعة البريطانية (الإنجليزية)
- راينر ماريا ريلكه على موقع ميوزك برينز (الإنجليزية)
- راينر ماريا ريلكه على موقع قاعدة بيانات برودواي على الإنترنت (الإنجليزية)
- راينر ماريا ريلكه على موقع إن إن دي بي (الإنجليزية)
- راينر ماريا ريلكه على موقع ديسكوغز (الإنجليزية)
- وصلة تحتوي أهم أعمالة مترجمة إلى العربية
- Profile at Poets.org
- Profile at Poetry Foundation
- "Rilke" by Clive James in Slate Magazine 23 March 2007
- The Big Three: Rilke's correspondence with Tsvetayeva and Pasternak. New York Review of Books 5 December 1985
- "Angels to Radios: On Rainer Maria Rilke", By Ange Mlinko نسخة محفوظة 3 يناير 2012 على موقع واي باك مشين.. The Nation 24 November 2009
- "Rilke the clay plot"[وصلة مكسورة] by Robert Vilain, ذي تايمز (16 September 2009)
- "The life of a poet" article in The Washington Post 1996